# Martin Steger
Martin Steger (* 20. Oktober 1948 in Oberriet) ist ein ehemaliger Schweizer Radrennfahrer und nationaler Meister im Radsport.

## Sportliche Laufbahn
Steger war Bahnradsportler und Teilnehmer der Olympischen Sommerspiele 1972 in München. Dort wurde der Schweizer Bahnvierer mit Martin Steger, Xaver Kurmann, René Savary und Christian Brunner in der Mannschaftsverfolgung auf dem 5. Rang klassiert.
1970 und 1972 gewann er die nationale Meisterschaft im 1000-Meter-Zeitfahren.